# Juliusz Polluks

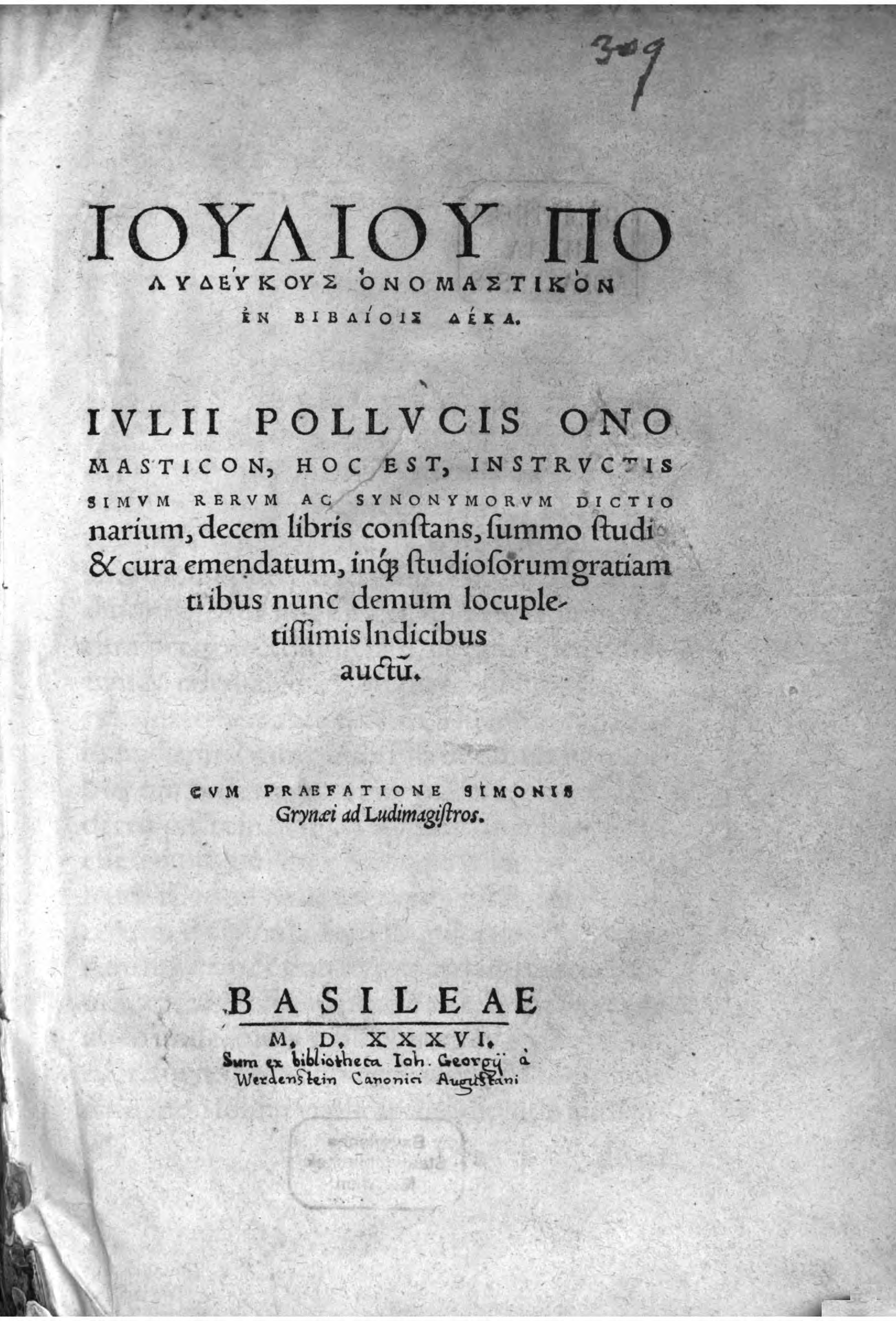
Karta tytułowa bazylejskiego wydania Onomastikonu z 1536 r.

Julius Pollux, Iulios Polydeukes, gr. Ἰούλιος Πολυδεύκης (ur. ok. 135, zm. 193) – grecki retor, sofista i pisarz (leksykograf) pochodzący z egipskiego Naukratis.
Uczył się krytyki literackiej u swojego ojca, natomiast retorykę studiował u Hadriana z Tyru, prawdopodobnie w Efezie. Znał dobrze dialekt attycki. Był nauczycielem cesarza Kommodusa, który w uznaniu dla jego sztuki oratorskiej mianował go ok. 180 r. kierownikiem szkoły retorycznej w Atenach, gdzie przebywał do końca życia.
Spośród jego dzieł, których tytuły wymieniono w Księdze Suda, przetrwał jedynie Onomastikon (Ὀνομαστικόν). Jest to ujęty w dziesięciu księgach słownik (leksykon) zawierający słowa i terminy fachowe wraz z ich definicjami i cytatami. Choć zachowany w późniejszej przeróbce, uważany jest za cenne źródło wiadomości dotyczących greckiego teatru, malarstwa i muzyki, ateńskiej administracji (urzędów i sądów) itp. Przytoczone w nim informacje pochodzą z pism Eratostenesa, Pamfilosa, Arystofanesa z Bizancjum i innych.
Prawdopodobnie był negatywnym bohaterem utworów Lukiana.